# Howard Jones (Killswitch Engage)
Cet article concerne le chanteur de Killswitch Engage. Pour le compositeur britannique, voir Howard Jones.
Howard Jones est un musicien américain né le 20 juillet 1970. Il est le chanteur principal du groupe Blood Has Been Shed (qui comprend aussi le batteur de Killswitch engage, Justin Foley) ainsi que le chanteur principal du groupe Light the Torch Ex-Devil You Know.Il est également l'ex-chanteur du groupe Killswitch Engage.
Le 6 janvier 2012, il annonce via la page officielle de Killswitch Engage sur Facebook qu'il quitte le groupe à cause de problèmes de santé importants, un diabète de type 2. 
Il a dernièrement fait un duo avec Within Temptation pour le titre "Dangerous" et lors d'une collaboration avec Asking Alexandria. En 2014 il annonce son retour avec le groupe Devil You Know.
Il a aussi participé à une chanson sur l'album de Dee Snider "The Hardest Way" en 2018 et a aussi participé en 2019 à la chanson "The signal fire" sur l'album "Atonement" de Killswitch Engage. En 2021 il participe à la création du groupe Sion avec le guitariste Jared Dines.